# Studie proveditelnosti
Studie proveditelnosti (anglicky feasibility study) je nejvyšším stupněm analýzy investičního záměru nebo podnikatelského záměru.
Součástí studie proveditelnosti je:
- textová analýza projektu (sloučení projektu)
- analýza efektivnosti investice
- předpověď stability projektu v čase v závislosti na změnách parametrů – citlivostní analýza
- předpověď stability investora nebo žadatele o úvěr

většinou v určitém časovém rámci.
Studie proveditelnosti je důležitá zejména u záměrů značného finančního rozsahu, která může na jednu stranu nastartovat vysoké tempo růstu, ale při nezdaru ohrozit stabilitu investora.
Základní osnova:
- Úvodní informace
- Stručné vyhodnocení projektu
- Stručný popis podstaty projektu a jeho etap
- Analýzy trhu, odhad poptávky, marketingová strategie a marketingový mix
- Management projektu a řízení lidských zdrojů
- Technické a technologické řešení projektu
- Dopad projektu na životní prostředí
- Zajištění investičního majetku
- Řízení pracovního kapitálu (oběžný majetek)
- Finanční plán a analýza projektu
- Hodnocení efektivity a udržitelnosti projektu
- Analýza a řízení rizik (citlivostní analýza)
- Harmonogram projektu
- Závěrečné shrnující hodnocení projektu